# 尖头瓶尔小草
尖头瓶尔小草（学名：Ophioglossum pedunculosum），为瓶尔小草科瓶尔小草属下的一个植物种。